# Manuel Fernandes (ur. 1986)
Manuel Henrique Tavares Fernandes (wym. [mɐnuˈɛɫ fɨɾˈnɐ̃ðɨʃ]; ur. 5 lutego 1986 w Lizbonie) – portugalski piłkarz występujący na pozycji pomocnika. Od 2022 jest zawodnikiem Apollonu Smyrnis.